# Mathematikai és Physikai Lapok
Mathematikai és Physikai Lapok (1891-től 1943-ig jelent meg Budapesten: a Mathematikai és Physikai Társulat lapja. 1929-től a cím Matematikai és Fizikai Lapok formára változott.

## Története
1891-ben Eötvös Loránd alapította. Folytatásai az Eötvös Loránd Fizikai Társulat lapja, a Fizikai Szemle és a Bolyai János Matematikai Társulat kiadásában megjelenő Matematikai Lapok. Szerkesztői: Bartoniek Géza, Rados Gusztáv, Kövesligethy Radó, Fejér Lipót, Zemplén Győző, Mikola Sándor, Pogány Béla, Kőnig Dénes, Ortvay Rudolf.

„Alig tíz év után a lap már Fejér Lipót világhírűvé vált diszszertációját közölhette a Fourier-sor szummabilitásáról, mely a matematikai külvilág számára - egy rövid Comptes Rendus cikktől eltekintve - csak két évvel később vált hozzáférhetővé a Mathematische Annalen hasábjain. Riesz Marcell nevezetes disszertációja a szummálható trigonometrikus sorokról 1910-ben jelent meg a Matematikai és Fizikai Lapokban, több mint egy évvel előzve meg a Mathematische Annalen-beli részletes német nyelvű közlést. E lapban jelentek meg Kármán Tivadar, Hevesy György és Selényi Pál első fizikai munkái is, nem is szólva Pólya György első munkáiról a fizikális kémiában és Neumann János első egyedül írott dolgozatáról az egyenletes eloszlás elméletéről, amelyek jórészt nem is
jelentek meg más nyelven és így nem váltak közismertté. De bőven sorolhatunk fel olyan, a Matematikai és Fizikai Lapokban megjelent, közismertté vált dolgozatokat, melyek másutt, idegen nyelven egyáltalán nem jelentek meg. Elég e vonatkozásban Egerváry Jenő 1931-ben megjelent dolgozatát megemlítenem gráfok kombinatorikus tulajdonságairól, melynek jelentőségét az operációkutatásban csak húsz évvel később ismerték fel és mely által adott algoritmust „magyar módszer” címen tartja számon a tudomány és alkalmazás.”

– Turán Pál, Előszó a Matematikai és Fizikai Lapok indexéhez, 1968

## Jeles szerzőiből
- Fejér Lipót
- Kármán Tódor
- Hevesy György
- Selényi Pál
- Pólya György
- Neumann János
- Egerváry Jenő